# Gárdony
Gárdony üdülőváros Fejér vármegyében, a Velencei-tó déli partján, a Gárdonyi járás székhelye. Fontosabb városrészei: Gárdony, Agárd, Dinnyés, Csiribpuszta.

## Fekvése
A Velencei-medence és a Közép-Mezőföld határán, a fővárostól 50, a megyeszékhelytől, Székesfehérvártól 17 kilométerre helyezkedik el. A 7-es főút áthalad a település teljes hosszán, a környező települések egy részével pedig mellékutak kötik össze: Pákozddal és Seregélyessel a 6213-as, Zichyújfaluval a 6212-es utak. 

A Velencei-tó térképe

 Áthalad a városon az elővárosi jellegű Budapest–Murakeresztúr-vasútvonal is, amelynek több megállási pontja is van itt, a legfontosabb közülük Gárdony vasútállomás, ahol a gyorsvonatok többsége is megáll, ezért jó vasúti összeköttetésben áll Székesfehérvárral és Budapesttel, illetve más, a vasútvonal mellett fekvő településekkel is. Gárdonyt is érinti a Velence–Gárdony–Agárd–Dinnyés útvonalon közlekedő autóbusz-körjárat.
A település gazdaságát a turizmus határozza meg, vonzerejét elsősorban a Velencei-tó strandjainak köszönheti. A város utóbbi időkben tapasztalható komoly fejlődésének egyik fő oka lehet a nagy beköltözési vágy. Elsősorban Budapestről és Székesfehérvárról érkező családok választják a csendes, ám jó közlekedési viszonyokkal rendelkező várost.
Gárdony városrészei közé tartozik Agárd és Dinnyés, továbbá a Matonyai-tanya, mely 1 lakásból áll és Gárdony centrumától 2,5 kilométerre fekszik.

## Története
Gárdony és a szomszédos Agárd területén már a bronzkortól kezdve találni leleteket, azonban komolyabb település – eltekintve az országos jelentőségű dinnyési vaskori leletek által feltételezettől – nem volt a környéken, mivel a külvilág felé csak délről nyitott területen nem túl jó minőségű, szikes talaj volt. Egészen a 19. századig a környék meghatározó települései az északi parti Pákozd és Sukoró, a keleti parti Velence és tótól 10 km-re délre fekvő Zichyújfalu voltak.

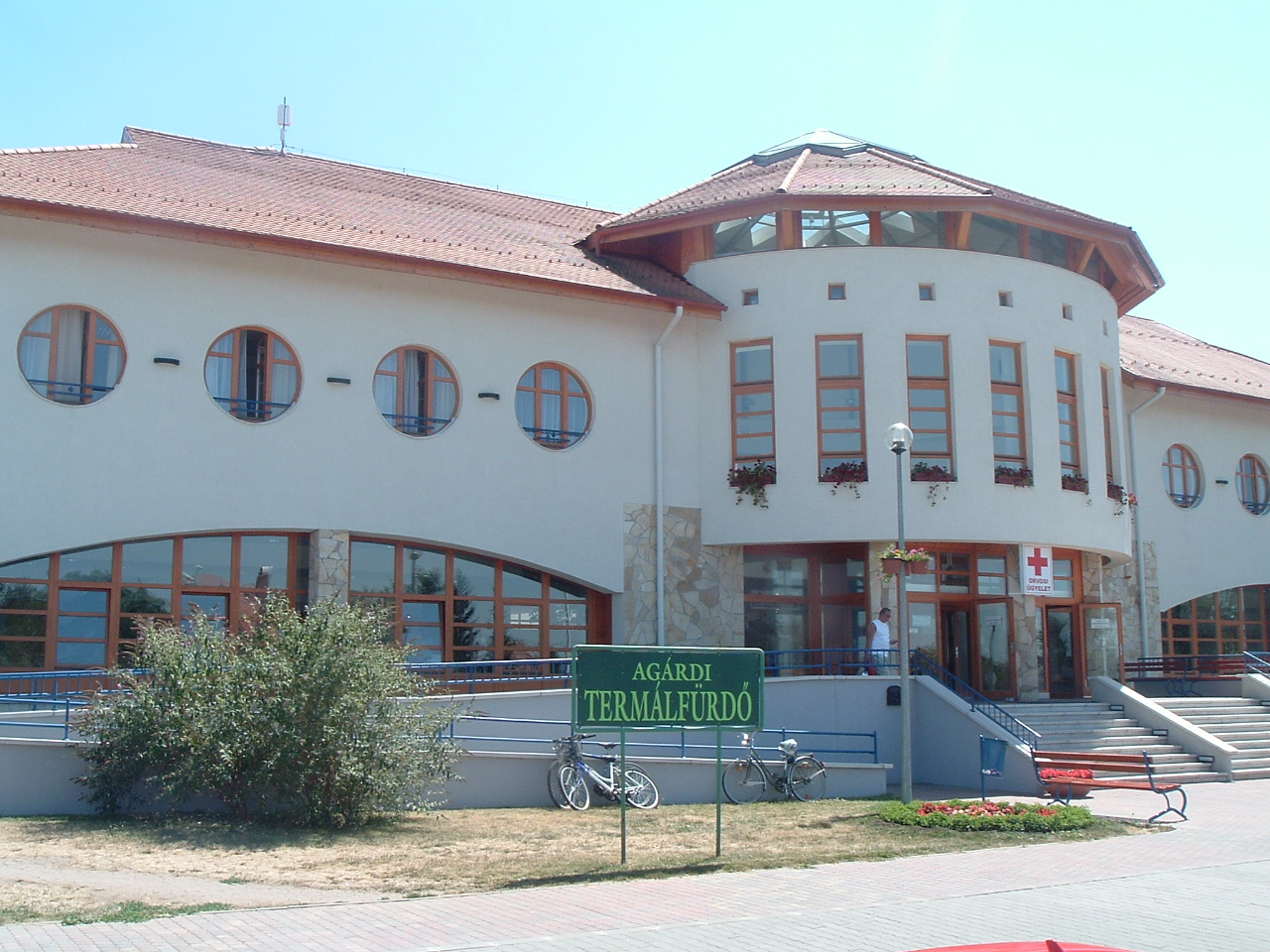
Az Agárdi Gyógy- és Termálfürdő

Agárd első említése 1193-ból, Gárdonyé 1260-ból ismert. Ebben az időszakban azonban alig – összesen legfeljebb huszan – éltek a környéken, az itteni földeket leginkább sukorói és pákozdi jobbágyok művelték. Az 1543-ban Székesfehérvárt elfoglaló törökök feldúlták a két falut, a környék elnéptelenedett. 1579-ben Jakusits Ferenc kapta meg Agárdot, akinek fia a jezsuita rendnek adományozta azt. 1684-től, a török kiűzésétől kezdve folyamatosan betelepítések történtek Agárdra, amely település akkor már a fehérvári kanonok tulajdonát képezte. Gárdony közben Adony fennhatósága alatt stagnált.
A II. József által elrendelt népszámlálás eredményei Agárdon már 34 lakost említenek. Közben Gárdony is fejlődésnek indult, 1784-ben épült meg református temploma. A környék a Nádasdy család marhaállományának legeltetésére szolgált a 19. században, innen eredt a Bika völgye elnevezés, amellyel akkoriban illették Agárd térségét.
Gárdony történetének legnagyobb lépése a Déli Vasút Budapest-Székesfehérvár-vonalának 1861-es megnyitása volt, ami egyben a Velencei-tó lecsapolását is jelentette, így a környékbeli földek minősége is javult. 1870-re már a térség legjelentősebb települése[forrás?] volt, melyhez Agárdot és Dinnyést is hozzácsatolták[forrás?]. Az 1930-as években népszerű üdülőfaluvá vált Gárdony. 1966-ban Gárdonyhoz csatlakozott Zichyújfalu, aminek következtében újabb lendületet vesz a község fejlődése. Immár tudatos politikával a Balaton tehermentesítése végett fejlődik országos jelentőségű üdülőhellyé, megtörténik a tópart rendezése, strandok épülnek a nádasok helyén, ami komoly következménnyel járt a Velencei-tó ökológiai egyensúlyára nézve.
1989-ben városi rangra emelik a települést, melynek fejlődése az 1990-es években sem áll meg. Majd 1997. december 15-én elszakad a település többi részénél fejletlenebb Zichyújfalu. A különválás fő oka volt, hogy a gárdonyi önkormányzat nem forgatta vissza a faluba az ott keletkező óriási bevételeket, melyeket a zichyújfalui Agrokomplex világszínvonalú takarmánygyárának köszönhettek.

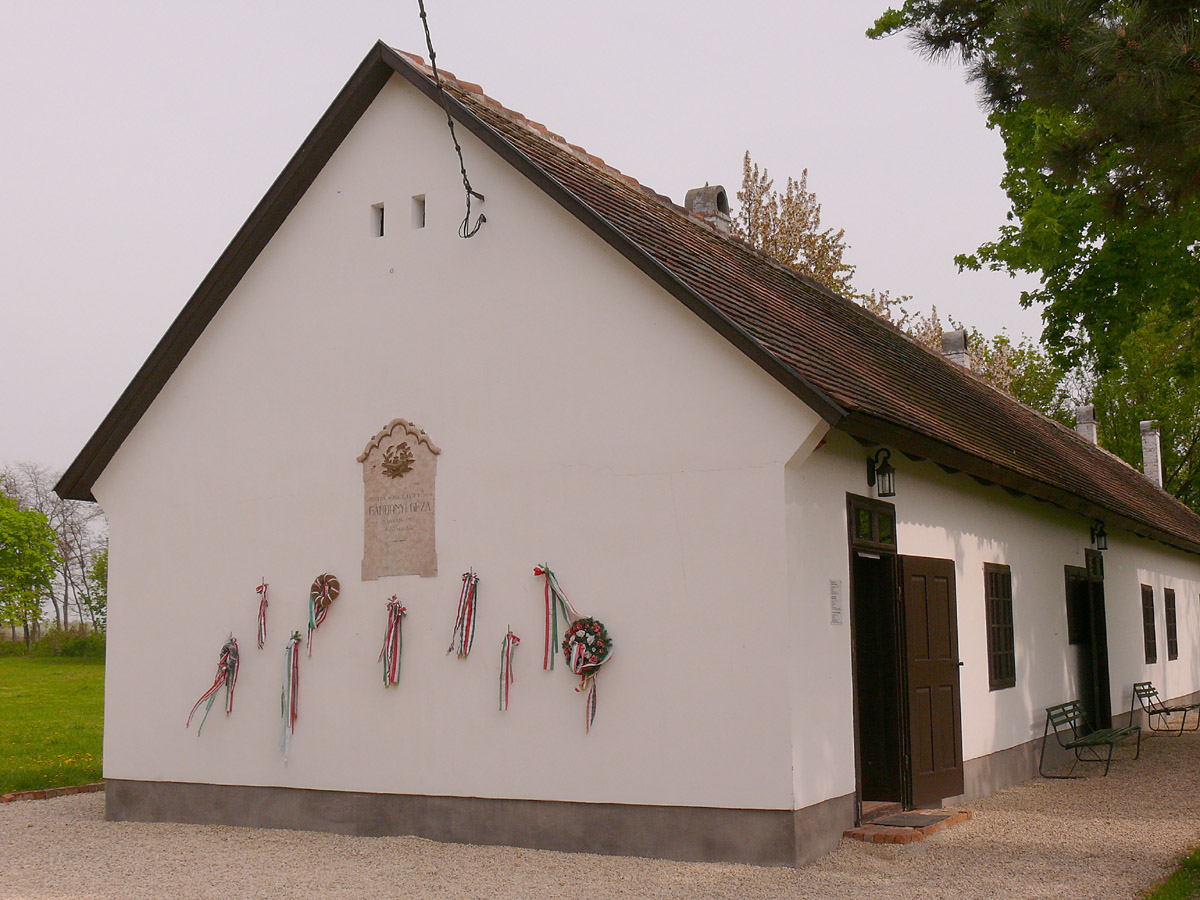
Gárdonyi Géza szülőháza Agárdon

A város szülöttje Gárdonyi Géza, akinek szülőháza Agárdpusztán látható.

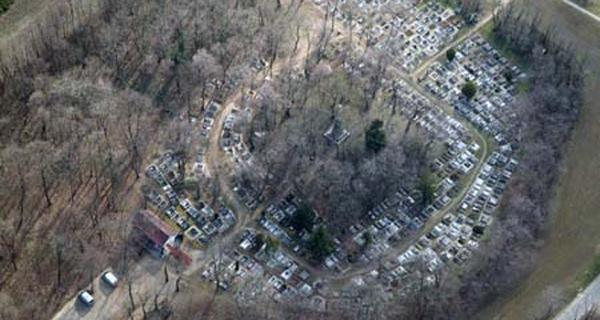
Az agárdi Temetődomb

Régi képek Gárdonyról>>>

## Közélete

### Polgármesterei
| Polgármester | Polgármester     | Polgármester                                      |  |
| ------------ | ---------------- | ------------------------------------------------- |  |
| 1990–1994    | Bori Sándor      | MDF                                               |  |
| 1994–1998    | Bori Sándor      | független                                         |  |
| 1998–2002    | Dr. Vágner Elza  | független                                         |  |
| 2002–2006    | Szabó István     | Fidesz                                            |  |
| 2006–2010    | Tóth István      | Fidesz                                            |  |
| 2010–2014    | Tóth István      | Fidesz-KDNP                                       |  |
| 2014–2019    | Tóth István      | Fidesz-KDNP                                       |  |
| 2019–2024    | Tóth István      | Fidesz-KDNP                                       |  |
| 2024–        | Eötvös Pál Árpád | A Velencei-tó Információs Társadalmáért Egyesület |  |

## Gazdaság, népesség
Magyarország egy dinamikusan fejlődő területén fekszik. A jó ütemű gazdasági növekedést Budapest és Székesfehérvár közelségének, valamint a Velencei-tó idegenforgalmának köszönheti. A térségben a kereskedelmi szálláshelyeken és a magánszállásadás keretében eltöltött vendégéjszakák száma ezer lakosra vetítve 7044, ami az országos átlag 320%-a.
A térségben 648 regisztrált munkanélküli van, ami mindössze 3,12%-os arányt jelent a 18-59 éves népesség számához képest az országos 5,6%-kal szemben.
Sokan vándorolnak a környékre, így a 39. legkedveltebb célpont volt 2018-ban Magyarországon, amit elsősorban csendes, tóparti, agglomerációs fekvésének köszönhet[forrás?]. Az idetelepülők túlnyomórészt az idősebb korosztályhoz tartoznak, ennek következtében a fiatal lakosság aránya viszonylag alacsony.

## Sport

### Kézilabda
A Gárdony-Pázmánd NKSE női kézilabdacsapat megnyerte az NBII 2015–2016-os szezonját, így feljutott a csapat az NBI/B bajnokságba.

## Népesség
A település népességének változása:
| Lakosok száma | 9952 | 10 041 | 11 204 | 12 832 | 12 771 | 13 486 | 13 750 |
|               | 2013 | 2014   | 2018   | 2021   | 2022   | 2023   | 2024   |

A 2011-es népszámlálás során a lakosok 86,7%-a magyarnak, 0,2% cigánynak, 1,3% németnek, 0,3% románnak mondta magát (13,1% nem nyilatkozott; a kettős identitások miatt a végösszeg nagyobb lehet 100%-nál). A vallási megoszlás a következő volt: római katolikus 34,5%, református 10,1%, evangélikus 1%, görögkatolikus 0,4%, felekezeten kívüli 20,9% (31,5% nem nyilatkozott).
2022-ben a lakosság 87,9%-a vallotta magát magyarnak, 1% németnek, 0,3% cigánynak, 0,1-0,1% lengyelnek, románnak, horvátnak, örménynek, ukránnak és szlováknak, 5,1% egyéb, nem hazai nemzetiségűnek (11,8% nem nyilatkozott; a kettős identitások miatt a végösszeg nagyobb lehet 100%-nál). Vallásuk szerint 24,2% volt római katolikus, 9,6% református, 1% evangélikus, 0,6% görög katolikus, 0,1% izraelita, 0,1% ortodox, 1,4% egyéb keresztény, 0,8% egyéb katolikus, 18,1% felekezeten kívüli (43,8% nem válaszolt).

## Nevezetességek
- Rönkvár: Az egri vár mintájára készült rönkvár a Velencei-tavi Galéria és a Gárdonyi Géza Múzeum szomszédságában Agárdon.

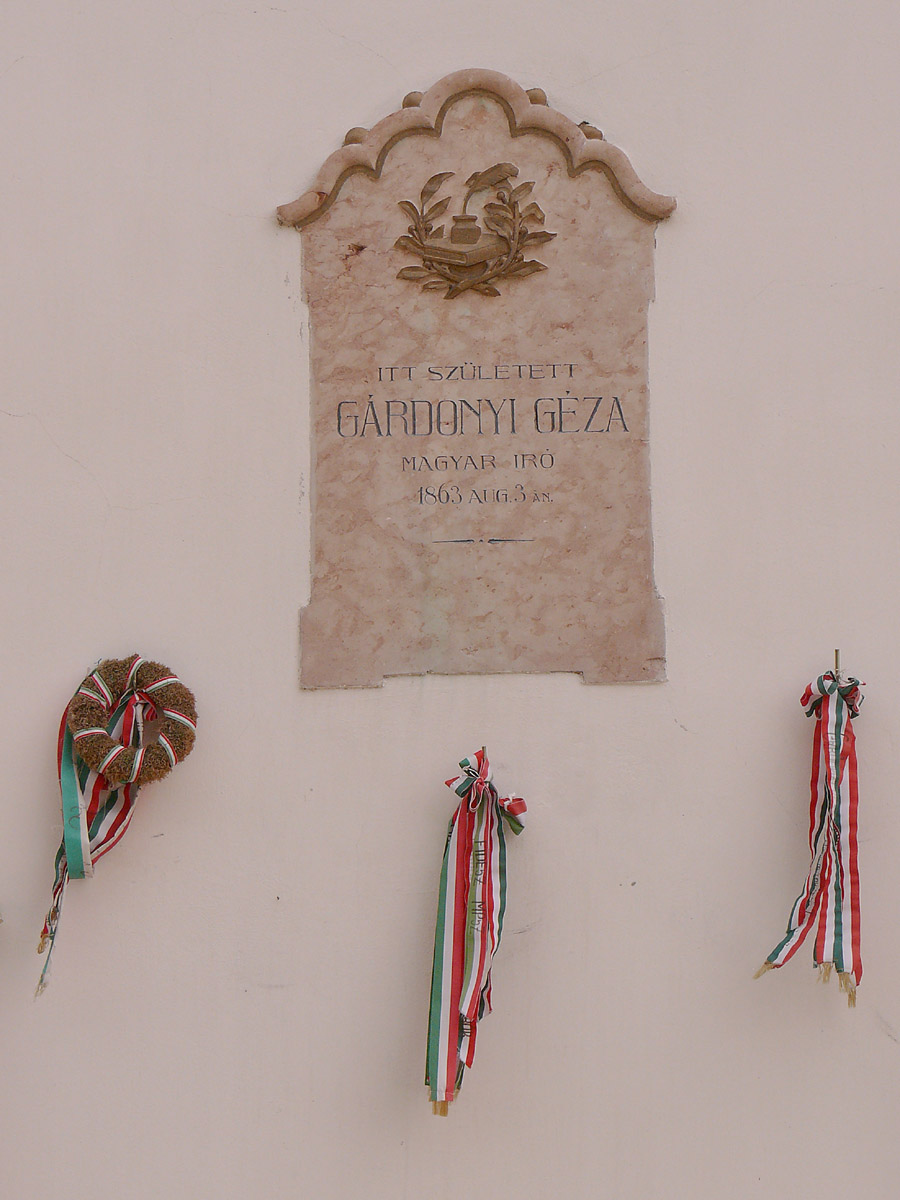
Az emléktábla Gárdonyi Géza szülőházán

- Gárdonyi Géza Emlékház: Az író agárdpusztai szülőházában berendezett emlékmúzeum.
- Agárdi Gyógy- és Termálfürdő: 1000 m mélyről feltörő 58 fokos vízét 32-36 fokra hűtik, így kerül a medencékbe. A gyógyvíz mozgásszervi, reumás betegségek, kopások és nőgyógyászati problémák kezelésére javallott.
- Agárdi tematikus sétány: A 7-es úttól induló sétány, mely a Gárdonyi Géza utcát követve bemutatja a látogatóknak a város nevezetességeit. Érinti például a Chernel István Általános iskolát és Gimnáziumot, az agárdi temetőben látható Nádasdy obeliszket és az agárdi pálinkafőződét. A sétány vége Agárdpusztán található a Gárdonyi Géza emlékház és az egri vár kicsinyített mását ábrázoló rönkvár mellett.

## Testvérvárosai
- Gieboldehausen, Németország[20]
- Halikko, Finnország[21]
- Kirchbach, Ausztria[21][22]
- Mörlenbach, Németország[21]
- Postbauer-Heng, Németország[21]
- Żary, Lengyelország[21]
- Sepsikőröspatak Románia
- Lesquin, Franciaország

## Híres emberek
- Itt született 1855. augusztus 4-én Nagy Géza régész, etnográfus.
- Itt született 1862. december 7-én Babay Kálmán író, református lelkész.
- Itt (Agárdpusztán) született 1863-ban Gárdonyi Géza, a 19-20. század fordulójának egyik legjelentősebb magyar írója.
- Itt (Agárdon) született vitéz gróf Hunyady Ferenc (1895–1966) földbirtokos, író, sportvezető, országgyűlési képviselő.
- Itt született 1897. január 2-án Csóka István grafikus, festő, művészeti író.
- Gárdonyhoz kötődnek még a Gázszer FC labdarúgói.

## További információk

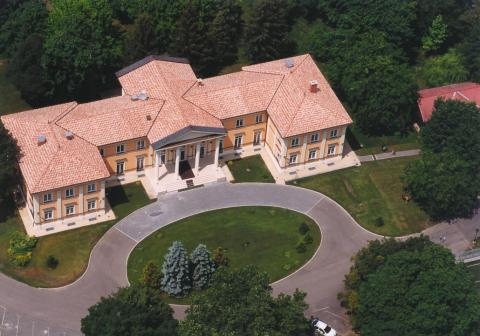
Sándor Károly Labdarúgó akadémia az Agárdi Nádasdy kastélyban